# Jacob van Steenbach
Jacob van Steenbach (gedoopt Deventer, 4 maart 1590 - Deventer, juli 1624) was een Nederlandse zeeheld tijdens de Tachtigjarige Oorlog, die zijn bekendheid vooral ontleent aan de manier waarop hij in 1622 een aanval van Spaanse oorlogsschepen op enkele koopvaarders wist af te slaan.

## De afgeslagen aanval bij Gibraltar
Tijdens de Tachtigjarige Oorlog belaagden Spanje en de Republiek der Zeven Verenigde Nederlanden ook elkaars vrachtschepen die voor koopvaardij werden gebruikt.
Van Steenbach was kapitein op een van de drie oorlogsschepen die ter bescherming van 32 koopvaarders eind 1621 onder het bevel van admiraal Jochem Swartenhondt naar de Middellandse Zee voeren.
Na het passeren van de Straat van Gibraltar begeleidde elk van de oorlogsschepen een deel van de koopvaardijschepen verder naar de verschillende havens van bestemming. Op die manier voer Van Steenbach eerst naar Italië en op 28 juni 1622 bereikte hij Cyprus. Hier vertrok hij 14 augustus voor de terugreis naar Nederland. Onderweg heeft hij enige tijd gewacht op -, en gezocht naar Swartenhondt, maar uiteindelijk kwam hij op 23 oktober 1622 met vier koopvaardijschepen aan in de Straat van Gibraltar. Doordat het vijf dagen lang windstil was, lukte het niet om de Spaanse vloot in de haven van Gibraltar ongemerkt te passeren.

## Voorbereidingen op de aanval
Op 29 oktober kreeg de Spaanse viceadmiraal Don Juan de Fachardo de opdracht om de Nederlandse schepen aan te houden en op te brengen. Deze kon hiervoor beschikken over zijn eigen schip, met 500 soldaten en 48 kanonnen, drie zware galjoenen met elk 200 soldaten en 36 kanonnen en nog een Frans schip. Omdat de koopvaarders veel minder bemanning en bewapening hadden, kwam dit neer op een grote Spaanse overmacht.
Van Steenbach besloot na overleg met de Nederlandse kapiteins het gevecht aan te gaan. Hij maakte een rondgang langs de bemanningen van zijn schepen en overtuigde hen van het belang van de strijd. Iedereen die een vijandelijke vlag buit maakte, zou een beloning van 100 stukken van acht krijgen.

## Verloop van de strijd
Kennelijk vertrouwend op zijn overmacht, voer De Fachardo direct op Van Steenbach af om diens schip te enteren. Die wachtte rustig af tot het Spaanse schip vlakbij was en gaf het toen twee keer de volle laag, zodat het ernstig beschadigd afstand moest bewaren. Daarna beschoten de schepen elkaar ruim een uur, totdat de wind opstak. Hierdoor kwam De Fachardo met zijn achterschip voor de steven van Steenbach te liggen, die deze kans benutte om het Spaanse schip van achteren onder vuur te nemen. Dit was zo gedwongen te vluchten en kon geholpen door de invallende duisternis aan de ondergang ontkomen.
Ook de Nederlandse koopvaardijschepen hadden twee uur lang teruggevochten, zodat de andere Spaanse oorlogsschepen met hun aanvoerder het hazenpad kozen. Aan Nederlandse kant sneuvelden enkele scheepsgezellen, de Spaanse verliezen bedroegen 272 man.
Na het afslaan van de aanval voer Van Steenbach naar Algiers om de schade te herstellen. Daarna slaagde hij erin om de Straat van Gibraltar zonder problemen te passeren en in januari 1623 keerde hij met alle schepen veilig terug op de rede van Texel.

## Eerbetoon
Hij rapporteerde over het gebeurde aan de Admiraliteit van Amsterdam, de Staten-Generaal en prins Maurits. Als dank mocht hij veel eerbetoon in ontvangst nemen. De reders van de koopvaardijschepen schonken hem een gouden keten die 700 guldens waard was. Hij bleef deze keten daarna altijd dragen.

## Persoonlijk
Jacob van Steenbach was een zoon van Jacobus van Steenbach en van Judith ther Brugghen. Hij was gehuwd met Clara de Voss, dochter van Jan de Voss.